# Sullivantia sullivantii
Sullivantia sullivantii là một loài thực vật có hoa trong họ Saxifragaceae. Loài này được (Torr. & A. Gray) Britton miêu tả khoa học đầu tiên năm 1894.